# Atrichopogon subfuscus
Atrichopogon subfuscus är en tvåvingeart som beskrevs av John William Scott Macfie 1934. Atrichopogon subfuscus ingår i släktet Atrichopogon och familjen svidknott. Inga underarter finns listade i Catalogue of Life.